# Bernard Picart

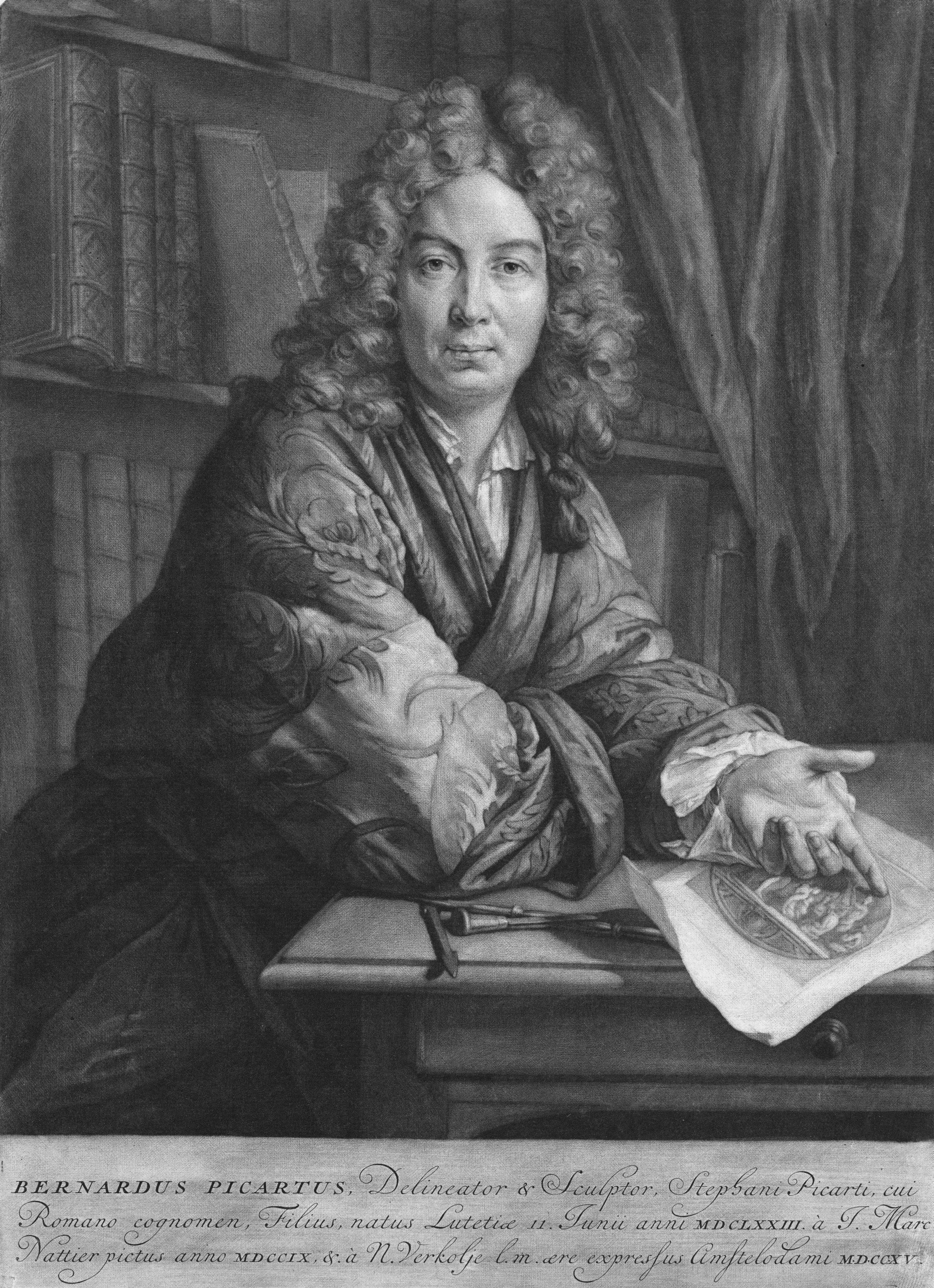
Bernard Picart, efter Jean-Marc Nattier, 1765.

Benard Picart, född 11 juni 1673 i Paris, död 8 maj 1733 i Amsterdam, var en fransk kopparstickare. Han var son till Étienne Picart.
Picart var mestadels verksam i Holland, där hans bokillustrationer liksom hans porträttstick efter bland andra Anthonis van Dyck blev mycket eftersökta. Mest berömt blev hans verk Impostures innocentes (1725-33), där han porträtterade kända grafiker. Picart är representerad vid bland annat Nationalmuseum i Stockholm.